# 난죠 요시노
난죠 요시노(일본어: 南條 愛乃 난조 요시노[*], 1984년 7월 12일 ~ )는 일본의 여자 성우다. RAMS, 드왕고 아티스트 프로덕션, 아뮤레토, office EN-JIN를 거쳐 현재  N3 엔터테이먼트  소속. fripSide의 보컬이기도 하다. 애칭은 난죠르노(ナンジョルノ)이다.

## 경력
요요기 애니메이션 학원, RAMS Professional Education졸업.
2007년 10월 1일에 RAMS를 탈퇴, 같은 해 11월 1일에 드완고 아티스트 프로덕션에 이적했다.

2009년부터는 NAO에 이어 fripSide의 2기 보컬로서 활동하고 있다.

2010년부터 스쿨 아이돌 프로젝트 러브라이브!의 아이돌 유닛 뮤즈(μ's)에서 아야세 에리역으로 활동을 시작했다. 

같은 해 8월에는 'Animelo Summer Live 2010 -eveolution-'에서 fripSide로서 처음 출연했다.

2011년 4월 1일부로 같은 AG-ONE계열의 사무소인 아뮤레토(당시 이름은 아크레이(ARKRAY))로 이적했다.

2012년 12월 12일 미니앨범 「カタルモア」로 솔로 데뷔하였다.

2015년 3월 1일 새로운 소속사 'office EN-JIN'로 이적하였다. 

2019년 1월 1일 새로운 소속사 'Ｎ３エンタテインメント'로 이적하였다.

## 인물
『난죠르노(ナンジョルノ)』라는 애칭으로 사랑받고 있다. 애칭을 붙여준 사람은 하루카 히토미(春夏ひとみ).
또한, 『라디오 다카포 II 〜하츠네섬 일기〜』에서는 아사누마 신타로에게『오죠(お嬢, 아가씨)』라는 별명으로 불렸었다.
학생시절에 잘하는 과목은 미술이었으며, 못하는 과목은 체육이었다.
취미는 사진 촬영(올림푸스 PEN-FT모델을 애용한다. 이 모델은 자신이 연기했던 CANAAN의 등장인물인 오오사와 마리아가 사용하는 모델과 같은 모델이다.), 일러스트이다. 집에 1마리의 사비네코(털 색이 검은색, 갈색으로 되어있는 고양이)를 키우고 있으며, 이름은 무기(むぎ)이다.
가발을 애용하며, 여러가지를 구분지어 사용하기 때문에, 블로그나 잡지의 취재같은, 같은 시기에 찍힌 사진에서도 전혀 다른 헤어스타일이나 머리길이를 한 모습을 볼 수 있다. 원래 자신의 헤어스타일은 매우 짧은 숏컷이다.
트위터에서 『멘죠르노(麺ジョルノ)』라는 이벤트를 비정기, 돌발적으로 개최하고 있다. 이 이벤트는, 팔로워들과 같은 시간에 면요리를 먹음으로써, 모두와 일체감을 느끼자는 취지의 이벤트이다.
러브라이브!에 같이 출연하고 있는 쿠보 유리카와 사이가 좋다.

## 출연작품
※굵은글자는 주역/주요 캐릭터

### TV 애니메이션
2006년
- Soul Link（스기모토 아야）
- 츠요키스 Cool×Sweet（코노에 호노카）
- 하노카（미카 키사라기）

2007년
- D.C.II 〜다카포 II〜（츠키시마 코코）
- 스이스이! 피지-!（아와와, 빛나는 물고기）

2008년
- 날아라 호빵맨（곰의 어머니）
- D.C.II S.S. 〜다카포 II 세컨드 시즌〜（츠키시마 코코）
- 네오 엔젤릭 Abyss（여학생）

2009년
- 바이스 서바이브（캐르）
- 바이스 서바이브R（캐르）
- 가정교사 히트맨 REBORN!（유니）
- CANAAN（오오사와 마리아）
- 어떤 과학의 초전자포（아와츠키 마아야）
- 알기쉬운 현대마법（학생）

2010년
- 탐정 오페라 밀키 홈즈（아케치 코코로, 남자아이）
- 바보와 시험과 소환수（쿠도 아이코）

2011년
- 카드파이트!! 뱅가드 (렛카)
- 방랑소년（사사 카나코）
- 성흔의 퀘이사 II (아마노 츠바사)
- 탐정 오페라 밀키 홈즈 섬머 스페셜 (아케치 코코로)
- 고양이신 팔백만 (하루카, 다이몬지 쿄코)
- 바보와 시험과 소환수 2기 (쿠도 아이코)
- 꽃이 피는 첫걸음 (이가라시 나미코)
- 밤하늘에 걸린 다리(TVA) (첫 형<유소년기>)
- 마켄키 (야마토 오토히메)
- 모리타 씨는 과묵해 (마츠자카 하나)

2012년
- 어나더 (카키누마 사유리)
- 우폿테!! (하치하치)
- 카드파이트!! 뱅가드 아시아 서킷편 (렛카)
- 죠시라쿠 (쿠우루비유우테이 간쿄)
- 맹렬 우주해적 (야요이 요시토미)
- 리코더와 란도셀 도♪ (테츠야, 마츠자카 하나)
- 리코더와 란도셀 레♪ (테츠야)
- 로보틱스 노츠 (세노미야 아키호)

2013년
- 카드파이트!! 뱅가드 링크 조커 (타치나기 렛카)
- 전희절창 심포기어G (츠쿠요미 시라베)
- D.C. 다카포 III (에드워드 왓슨)
- 두 사람은 밀키홈즈 (아케치 코코로)
- 미가미가 ~다녀왔어~ (미유키)
- 러브 라이브!（아야세 에리）
- 리코더와 란도셀 미☆ (테츠야)

2014년
- 악마의 리들 (하시리 니오)
- 어떤 비행사에 대한 연가 (나나코 하나사키)
- 마법소녀대전[8] (센겐 마츠리<시즈오카 현[9]>)
- 러브 라이브! 2기 (아야세 에리)

2020년
- 라피스 리라이츠 (클로에)

### OVA
2006년
- 알토네리코 세계의 끝에서 계속 노래하는 소녀 ORIGINAL_VIDEO_ANIMATION（크루셰 엘렌디아）

2010년
- 어떤 과학의 초전자포 (아와츠키 마아야)

2011년
- 오! 나의 여신님 (쌍둥이 여신 에일)
- 베이비 프린세스 3D파라다이스0(러브) (사쿠라)
- 모리타 씨는 과묵해 OVA (마츠자카 하나)

2012년
- 죠시라쿠 (쿠우루비유우테이 간쿄)

### 극장판 애니메이션
2013년
- 극장판 어떤 마술의 금서목록 -엔듀미온의 기적- (아와츠키 마아야)

2014년
- 맹렬 우주해적 (야요이 요시토미)

2015년
- 러브라이브! 더 스쿨 아이돌 무비 (아야세 에리)

2020년
- 그리자이아: 팬텀 트리거 THE ANIMAION 스타게이저 (마키)

### Web 애니메이션
2008년
- 펭귄아가씨♥하트（쿠리오 네네)

### 게임
2006년
- 알토네리코 세계의 끝에서 계속 노래하는 소녀（크루셰 엘렌디아, 타스티에라 드 루우
- Soul Link EXTENSION（스기모토 아야）

2007년
- 그라나도 에스파다（잇지, 라미로）

2008년
- D.C.II P.S. 〜다카포 II〜 플러스 시츄에이션（츠키시마 코코）
- 몽견백서 ~Second Dream~ (쿠모무라 츠키미)

2009년
- 붉은 실 destiny DS（요시오카 히로코）
- Canvas3 〜옅은 색의 파스텔〜（야마부키 렌게）
- 최근 사랑하고있어?[10]（크레용）
- 리틀앵커[11]（클로에 안델슨）

2010년
- 알토네리코3 세계 종말의 방아쇠는 소녀의 노래가 당긴다（크루셰 엘렌디아）
- Canvas3 〜일곱빛의 기적〜（야마부키 렌게）
- D.C. 다카포 I&II 플러스 시츄에이션 포터블 (츠키시마 코코)
- 탐정 오페라 밀키 홈즈（아케치 코코로）
- 테일즈 오브 그레이세스 F (리틀 퀸)

2011년
- 바이스 슈발츠 포터블 (에가 세리나, 아케치 코코로)
- 소녀는 언니를 사랑하고 있다 포터블 ~두 명의 엘더~ (레제 아와유키)
- 어떤 과학의 초전자포 (아와츠키 마아야)
- fortissio EXA//Akkord:Bsusvier (사쿠라)

2012년
- 소울 칼리버 V (레이샤)
- 탐정 오페라 밀키 홈즈2（아케치 코코로）
- ROBOTICS;NOTES (세노미야 아키호)

2013년
- 푸른 하늘의 그레이스 (여자 캐릭터보이스 1)
- 오컬트 메이든 (아메노 하루히)
- 술래잡기! 포터블 (우라베 아오이)
- 카드파이트!! 뱅가드 라이드 투 빅토리!! (렛카)
- 신과 운명혁명의 패러독스 (시라토리 라나엘(러브라이브 아야세 에리 명의))
- 신성의 그랜드 유니온 (마리카)
- D.C. 다카포 III 플러스 (에드워드 왓슨, 츠키시마 코코)
- 지구괴멸적 B급 그녀 (유리)
- 비서 컬렉션 ~두근두근♥비밀의 사장실~ (비너스 비서)
- your diary + (이치노세 호토리)
- 유일성 밀리언아서 (마비노기온)
- 요메코레 (쿠우루비유우테이 간쿄)
- 러브라이브! 스쿨 아이돌 페스티벌 (아야세 에리)

2014년
- 초여신신앙 느와르 격신 블랙 하트 (류카)

### 라디오
개인 출연
- 〜라디오 디멘션 제로〜 돌진시켜줘♪（2006년 4월 12일 ~ 9월 20일）
- RADIO 아니메로 믹스（2007년 10월 3일 ~ 2008년 3월 18일）
- 라디오 다카포 II 〜하츠네섬 일기〜（제1 ~ 27회）
- 부시로드 흑백 라디오（2008년 2월 20일 ~ 2009년 9월 7일）
- 펭귄아가씨 라디오（니코니코 애니메이션 채널, 2008년 7월 4일 ~ 12월 19일）
- RADIO 아니메로 믹스내, 미니코너「니코스테」（? ~ 2009년 9월 26일）
- 마리아와 융융의 상하이반점에서 만나죠（아니메이트TV, 2009년 7월 3일 ~ 12월 25일）
- 난조 요시노와 사아야의 여동생 컨트롤（ HiBiKi Radio Station, 2010년 4월 27일 ~ ）
- 탐정 오페라 밀키 홈즈 아케치 코코로의 취조실（문화방송, 2010년 10월 9일 ~ 2011년 4월 2일）
- 성흔의 퀘이사 라디오2 ~스이레이학원 방송부~ (란티스 웹라디오, 2011년 4월 8일 ~ 2011년 7월 22일)

게스트출연
- 유루장, 기쁘군. +왕!（요요기 애니메이션 학원 재학 중에 출연）
- 논코와 노비타의 아니메 스크럼블（문화방송, 제 870회 게스트, 2007년 12월 14일）
- A&G 초RADIO SHOW〜애니스파!〜（문화방송, 제 212회 게스트, 2008년 4월 19일）
- 올라타서 짙은・사랑・와라!（제 135회 게스트, 2008년 11월 13일）
- 상디 VS 매거진 카드게임 라디오（2008년 11월 27일, 2008년 12월 4일）
- 『와시자키 타케시의 아니메로 신인 오디션』（동영상, 니코니코 애니메이션 채널, 제 13회 게스트, 2009년 2월 27일）
- ラジオ. レレレの錬金術師（第20回ゲスト, 2009年4月3日）
- はばラヂ（動画, 2008年7月3日 第118回・2009年7月2日 第171回）
- 近江知永の「す」!（動画, ニコニコアニメチャンネル, 第144回ゲスト, 2009年7月3日）
- 井上喜久子 魅惑のおしゃべりメロン（第82回ゲスト, 2009年10月9日）

### 실사
- RAY（오노 에리）
- 아니메TV（게스트 출연）
- 영화 빛의 아버지: 파이널 판타지 XIV 마이디 역 (목소리）

### 더빙
- 에덴의 동쪽 (한국 드라마)（기순）

### 인터넷 TV
- 우라스타챠 〜둘의 발〜（제 11회 게스트, 2007년 12월 28일） - Oh!sama TV

### 드라마CD
- 알토네리코 세계의 끝에서 계속 노래하는 소녀 시리즈（크루셰 엘렌디아）
  - 알토네리코 side오리카
  - 알토네리코 side미사
  - 스피카 〜마음의 자아내는 것〜Ar tonelico hymmnos musical
- 에밀 크로니클 온라인 시리즈
  - 에밀 크로니클 온라인 시리즈 하〜트가 떨어지는 맵 vol.1（루치르）
  - 에밀 크로니클 온라인 시리즈 하〜트가 떨어지는 맵 vol.2・3（루치르/파셋트）
- D.C.II S.S. 〜다카포 II 세컨드 시즌〜「성야의 미스콘 대작전!」（츠키시마 코코）
- 플라너스 걸（아이카와 키즈나）
- 메탈 슬레이더 글로리 (Metal Slader Glory)（챠미 글린드）

### 음악CD
fripSide로써 활동한 부분은 fripSide를 참조

(＊역주:노래제목은 원제를 유지하기 위하여 번역하지 아니함.)
| 발매일           | 타이틀                                                   | 명의 | 노래                                                                       | Tie-UP                                                       |
| ---------------- | -------------------------------------------------------- | --- | -------------------------------------------------------------------------- | ------------------------------------------------------------ |
| 2006년 6월 7일   | Soul Link The Animation Mission01                        | 난조 요시노 | 「雨のち晴れ」                                                             | TV애니메이션『Soul Link』이미지 송                           |
| 2007년 11월 28일 | CircusLand I 〜보컬 앨범〜                               | ja:miru, ひーこ, 난조 요시노, arisa, 화련 | 「Chaotic you」                                                            | PC게임『CircusLand I』삽입곡                                 |
| 2007년 12월 26일 | D.C.II 〜다카포 II〜 캐릭터 송 Vol.1/츠키시마 코코       | 츠키시마 코코 (난조 요시노) | 「Little wish 〜蕾のままで抱きしめて〜」 「小さな恋の花」                  | TV애니메이션『D.C.II 〜다카포 II〜』캐릭터 송                |
| 2008년 2월 27일  | 이터널 판타지 보컬 앨범 Songs from Eternal Fantasy       | 요시노 | 「Trust My Way」                                                           | PC게임 『이터널 판타지』삽입곡                               |
| 2008년 3월 14일  | D.C.P.K. 〜다카포 카〜 보컬 앨범                         | 요시노 | 「君の空に」                                                               | PC게임『D.C.P.K. 〜다카포 카〜』D.C.II엔딩곡＆삽입곡         |
| 2008년 6월 25일  | 펭귄아가씨 하트 연애자유소녀♀                            | PNGN6 (이세 마리야, 카타오카 아즈사, 카도와키 마이, 南條愛乃, 노가와 사쿠라, 히다카 리나) | 「恋愛自由少女♀」                                                          | 애니메이션『펭귄아가씨♥하트』OP 테마                         |
| 2008년 7월 30일  | 펭귄아가씨 하트 흔들리고 튀어 흘러넘쳐☆매혹의 펭귄아가씨 | PNGN4 (이세 마리야, 카타오카 아즈사, 난조 요시노, 히다카 리나) | 「揺れてはじけてあふれちゃう☆魅惑のペンギン娘」                            | 애니메이션『펭귄아가씨♥하트』ED 테마                         |
| 2008년 10월 29일 | 유라유라+유리유라+나나나나─                              | PNGN3 (이세 마리야, 카타오 아즈사, 난조 요시노) | 「ゆらゆら+ゆりゆら+ななななー」                                           | 애니메이션『펭귄아가씨♥하트』2nd ED 테마                     |
| 2008년 10월 29일 | 하늘을 나는, 세가지 방법. 보컬 앨범                      | 요시노 | 「ふたりで」                                                               | PC게임『하늘을 나는, 세가지 방법.』이미지 송                 |
| 2009년 1월 30일  | graviton -그라비톤- Winter Selection Vol.2               | 요시노 | 「君との道, 歩きだす未来」                                                 |                                                              |
| 2009년 8월 26일  | D.C.II To You 〜다카포 II〜 투 유 보컬 앨범              | 난조 요시노 | 「陽はまた昇る」                                                           | PC 게임『D.C.II To You 〜다카포 II〜 투 유』설월화 이미지 송 |
| 2009년 9월 16일  | 가정교사 히트맨 REBORN! 밀피오레 싱글2 블랙 스펠         | 유니 (난조 요시노) | 「心の星」                                                                 | TV애니메이션『가정교사 히트맨 REBORN!』                      |
| 2010년 8월 25일  | 우리들의LIVE 너와의LIFE                                  | 호시조라 린(아이다 리호), 미나미 코토리(우치다 아야), 토우죠 노조미(쿠스다 아이다), 코이즈미 하나요(쿠보 유리카), 야자와 니코(토쿠이 소라), 아야세 에리(난조 요시노), 코우사카 호노카(닛타 에미), 니시키노 마키(Pile), 소노다 우미(미모리 스즈코) | 「僕らのLIVE 君とのLIFE」 「友情ノーチェンジ」                             | 『러브라이브!』                                              |
| 2012년 12월 12일 | カタルモア                                               | 南條愛乃 | 「blue」 「飛ぶサカナ」 「光」 「リトル・メモリー」 「iD*」 「カタルモア」 |                                                              |

### 라디오CD
- DJCD「마리아와 융융의 상하이반점에서 만나죠」제 일권(第壱巻)

### 그 외
- 마이니치 신문 팟캐스트 엔터테인먼트 정보（나레이션）

## 연관항목
- 하루카 히토미
- 미루노 준